# 根呷
根呷（クンガー、チベット語：ཀུན་དགའ།、英: Kunga）とは、中華人民共和国四川省カンゼ・チベット族自治州徳格県（デルゲ）出身のチベット族の歌手。
同じチベット族の歌手である亜東の指導を受けている。

## ディスコグラフィー

### アルバム
1. 等待（2002年5月1日）
2. 师徒专辑（2002年8月10日）
3. 等待的希望（2004年4月5日）
4. 曼陀鈴（2006年2月14日）
5. 根呷歌曲精选（2008年）
6. 蝴蝶的翅膀（2009年8月6日）
7. 梦中的故乡（2010年5月4日）
8. 朝圣之路（2011年3月24日）